# 神楽百合
神楽 百合（かぐら ゆり、1982年3月11日 - ）は、日本のAV女優。

## 人物
2003年にAVデビュー。
水野ちか、伊藤真理子と同一人物。

## 作品
- 「文化部代表 2」（ネクストイレブン）
- 「ザ・モモビジョン 色情春画録」
- 「ザ モモビジョン キッズマニア」（桃太郎映像）
- 「ザ モモビジョン アダルトピア」（桃太郎映像）
- 「和み系娘。初めての…」
- 「TRUE FACE」
- 「I　Love　Cutie　Girls」（LEO）
- 「SEX DIARY page3」（LEO）
- 「実録 淫行女子校生 DX 第参巻」
- 「恥立 性虐学園 4時間30分MAX」
- 「月刊素人ラブホでイク!」